# Washington County (Missouri)
Das Washington County ist ein County im US-amerikanischen Bundesstaat Missouri. Bei der Volkszählung im Jahr 2020 hatte das County 23.514 Einwohner und eine Bevölkerungsdichte von 12 Einwohnern pro Quadratkilometer. Der Verwaltungssitz (County Seat) ist Potosi, das nach einer Stadt in Bolivien benannt wurde, in der es große Silbervorkommen gab.
Das Washington County ist Bestandteil der Metropolregion Greater St. Louis.

## Geographie
Das County liegt im mittleren Südosten von Missouri, ist im Nordosten etwa 45 km von Illinois und dem Mississippi River entfernt und hat eine Fläche von 1975 Quadratkilometern, wovon 7 Quadratkilometer Wasserfläche sind. An das Washington County grenzen folgende Nachbarcountys:
|                 | Franklin County | Jefferson County    |
| Crawford County |                 | St. Francois County |
|                 | Iron County     |                     |

## Geschichte

Washington

Das Washington County wurde am 21. August 1813 aus ehemaligen Teilen des Ste. Genevieve County gebildet. Benannt wurde es nach George Washington (1732–1799), dem ersten Präsidenten der USA (1789–1797).

## Demografische Daten
Nach der Volkszählung im Jahr 2010 lebten im Washington County 25.195 Menschen in 8.615 Haushalten. Die Bevölkerungsdichte betrug 12,8 Einwohner pro Quadratkilometer.
Ethnisch betrachtet setzte sich die Bevölkerung zusammen aus 95,8 Prozent Weißen, 2,2 Prozent Afroamerikanern, 0,4 Prozent amerikanischen Ureinwohnern, 0,2 Prozent Asiaten sowie aus anderen ethnischen Gruppen; 1,2 Prozent stammten von zwei oder mehr Ethnien ab. Unabhängig von der ethnischen Zugehörigkeit waren 1,0 Prozent der Bevölkerung spanischer oder lateinamerikanischer Abstammung.
In den 8.615 Haushalten lebten statistisch je 2,69 Personen.
24,1 Prozent der Bevölkerung waren unter 18 Jahre alt, 62,5 Prozent waren zwischen 18 und 64 und 13,4 Prozent waren 65 Jahre oder älter. 48,7 Prozent der Bevölkerung war weiblich.

Das jährliche Durchschnittseinkommen eines Haushalts lag bei 32.620 USD. Das Prokopfeinkommen betrug 16.081 USD. 24,8 Prozent der Einwohner lebten unterhalb der Armutsgrenze.

## Ortschaften im Washington County
| Citys - Irondale - Potosi | Villages - Caledonia - Mineral Point |

Unincorporated Communities
| - Belgrade - Berryman1 - Blackwell2 - Cadet - Courtois | - Fertile - Fletcher3 - Hopewell - Old Mines - Richwoods | - Shirley - Springtown - Stoney Point - Tiff |

1 – teilweise im Crawford County

2 – überwiegend im St. Francois County

3 – überwiegend im Jefferson County

## Gliederung
Das Washington County ist in 11 Townships eingeteilt:
| - Belgrade Township - Bellevue Township - Breton Township - Concord Township | - Harmony Township - Johnson Township - Kingston Township - Liberty Township | - Richwoods Township - Union Township - Walton Township |